# Вахнянин Остап Іванович
Оста́п Вахня́нин (25 березня 1890, Стрий — 31 серпня 1924) — український військовий та культурний діяч. Співзасновник Пласту на Закарпатті.

## Життєпис
Народився у Стрию (Галичина, нині Львівська область, Україна) у родині професора Стрийської гімназії Івана Вахнянина і Лукії з Клосевичів.

Працівники комісаріату УСС на Волині, зліва направо: Андрій Дідик, Остап Вахнянин, Іван Романків

З 1914 року служив в УСС, у 1916 році був призначений в Українську шкільну раду у Володимирі-Волинському, займався культурно-освітньою працею серед українського населення Волині на території підконтрольній армії Австро-Угорщини.
У складі УГА брав участь у боях за Львів. Учасник «Української республіканської капели».
Після окупації Галичини Польщею перебрався на Закарпаття.
Професор Ужгородської гімназії. Співак Руського театру товариства «Просвіта» в Ужгороді.
Організатор Пласту в Ужгородській гімназії.
Підготував:
- брошуру — «Пласт — історія і пластового виховання»,
- підручник «Пластовим шляхом за красою життя».

Ідеологічне кредо Пласту в розумінні Вахнянина:
«Наша організація — Улад Українських пластунів Підкарпаття поставила собі за завдання згуртувати під свій синьо-жовтий прапор усю нашу молодь і виховати на чесних, характерних та відважних синів нашої дорогої Батьківщини, для кращого завтра нашого бідного народу. Про Неї мі завжди будемо думати, для Неї ціле життя будемо працювати і відважно боронити її права. Ось ідеологія нашого Пласту!»
Загинув внаслідок нещасного випадку (впав з велосипеда), похований у родинному гробівці на 72 полі Личаківського цвинтаря у Львові.